# 오하마 공원

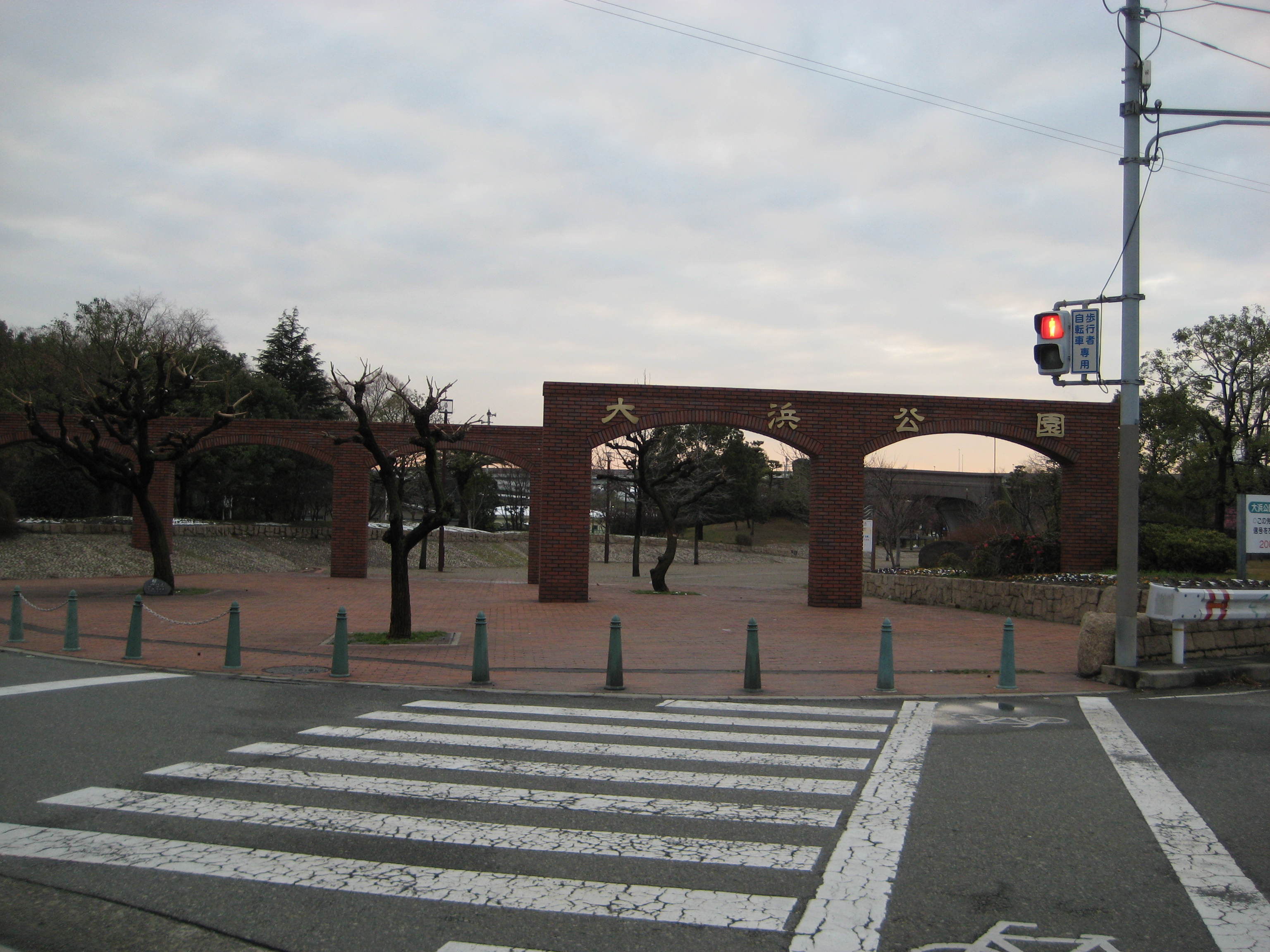
오하마 공원 입구 (2011년 2월)

오하마 공원(일본어: 大浜公園 오하마코엔[*])은 일본 오사카부 사카이시 사카이구에 위치한 공원이다.

## 주요 시설
- 사카이 시립 오하마 체육관
- 사카이 시립 오하마 공원 스모장
- 오하마 공원 야구장
- 오하마 공원 수영장
- 소테쓰 산